# Louise Vanhille
Louise Vanhille est une gymnaste artistique française, née le 6 novembre 1998 à Dunkerque.
Elle s'entraîne au pôle France de Saint-Étienne et est licenciée à Dunkerque Gym.
Elle a notamment remporté deux titres de championne de France aux barres en 2013 et 2015 et une médaille d'or aux Jeux méditerranéens de 2018 sur le même agrès. Elle a également participé aux Jeux olympiques en 2016, où elle a été finaliste du concours général individuel.

## Biographie
Louise Vanhille commence la gymnastique à l'âge de 7ans au club de l’UMRO à Dunkerque. Son premier entraineur est Céline Rivetti. À 10 ans, en 2008, elle devient championne de France de sa catégorie. Après des stages départementaux, régionaux et nationaux, Louise est détectée pour rentrer au pôle espoir de Meaux, qu'elle intègre en 2009, puis part s'entraîner au pôle de Saint-Étienne à partir de l'été 2011. Entraînée d'abord par Marie-Angéline Colson, ancienne internationale française, puis par Julien Kernion, Louise Vanhille effectue presque 30h d’entraînement par semaine.
Louise Vanhille porte les couleurs de l'équipe de France depuis ses 13 ans.
Elle remporte la médaille d'argent aux barres asymétriques au Festival olympique de la jeunesse européenne 2013 à Utrecht. Aux Championnats de France de gymnastique en 2015, elle remporte le titre aux barres et l'argent au sol et au concours général. La même année, elle fait partie de l'équipe de France lors des Championnats du monde à Glasgow.
Aux Championnats de France 2016, elle termine 2e au sol et 3e aux barres. Elle est sélectionnée pour participer aux Jeux olympiques d'été de 2016, où elle atteint la finale du concours général, qu'elle termine à la 21e place.
Lors des Championnats de France 2017, elle remporte la médaille de bronze en poutre. L'année suivante, elle gagne deux médailles d'argent, au concours général puis au sol.
Lors des Jeux méditerranéens de 2018 à Tarragone, elle remporte quatre médailles : le titre aux barres asymétriques, l'argent par équipe et au concours général individuel, et le bronze à la poutre. Elle est également finaliste au sol, où elle termine 7e.
Lors de Championnats du monde à Doha, elle accède à la finale du concours par équipes. Alors que l'équipe de France féminine n'a plus atteint une finale mondiale depuis les Jeux olympiques de 2008,, Louise Vanhille et ses coéquipières réalisent l'un des meilleurs résultats français de l'histoire en atteignant la 5e place.
Le 1er décembre 2018, lors du Sainté Gym Show (gala du Pôle France de Saint-Étienne), elle annonce publiquement qu'elle met un terme à sa carrière sportive et qu'elle va se reconvertir comme artiste du Cirque du Soleil.

## Palmarès

### Jeux olympiques
- 2016 (Rio de Janeiro) :
  - 21e en finale du concours général individuelle
  - 11e par équipe (non finaliste)

### Championnats du monde
- Glasgow 2015
  - 10e au concours par équipes
  - 41e au qualification individuelle

- Doha 2018
  - 5e au concours par équipes[7]
  - 31e au qualification individuelle

### Championnats d'Europe
- Montpellier 2015
  - 25e au qualification individuelle

- Glasgow 2018
  - Remplaçante

Championnat d'Europe Junior
- Bruxelles 2012
  - 7e par équipe

### FOJE - Festival olympique de la jeunesse européenne
- Utrecht 2013
  - 4e en équipe
  - 6e au concours général individuelle
  -  médaille d'argent aux barres
  - 8e à la poutre

### Jeux méditerranéens
- Tarragone 2018
  -  médaille d'or aux barres
  -  médaille d'argent au concours général individuel
  -  médaille d'argent au concours général par équipes
  -  médaille de bronze à la poutre
  - 7e au sol

### Coupe du monde
- World Cup Doha 2018
  - 6e aux barres

### Championnats de France
- 2015 (Rouen - France Elite) 
  -  médaille d'argent au concours général individuel Senior
  -  Championne de France aux barres asymétriques
  -  médaille de bronze au sol
- 2016 (Mulhouse - France Elite)
  - 5e au concours général individuel Senior
  -  médaille de bronze aux barres asymétriques
  -  médaille d'argent au sol.
- 2017 (Les Ponts-de-Cé - France Elite) : 
  - 6e au concours général individuel Senior
  -  médaille de bronze en poutre
  - 6e aux barres asymétriques
- 2018 (Caen - France Elite) :
  -  médaille d'argent au concours général individuel Senior
  - 4e aux barres asymétriques
  -  médaille d'argent au sol
  - 5e en poutre

Championnat de France Avenir/Espoir/Juniors
- 2008 (Valenciennes - France Elite) 
  -  Championne de France au concours général Avenir
- 2009 (Liévin - France Elite) 
  - 5e au concours général Avenir
- 2010 (Albertville - France Elite) 
  -  Championne de France au concours général  Espoir
- 2013 (Mulhouse - France Elite)
  -  Championne de France au concours général individuel Junior
  -  Championne de France aux barres asymétriques

Résultats par équipe :
- 2011 (Cholet - DN3 - Équipe)
  - 11e par équipe (Union Malo Rosendael olympique)
- 2012 (Toulon - DN5 - Équipe) 
  - 9e par équipe (Dunkerque Gym)
- 2013 (Mulhouse - Top 12 Équipe) 
  - 1re par équipe (Dunkerque Gym)
- 2015 (Rouen - Top 12 Équipe) 
  - 4e par équipe (Dunkerque Gym)
- 2016 (Mouilleron-le-Captif - Top 12 Équipe) 
  - 8e par équipe (Dunkerque Gym)
- 2017 (Valenciennes - Top 12 Équipe) 
  - 5e par équipe (Dunkerque Gym)
- 2018 (Top 12 Équipe)
  - 6e par équipe (Dunkerque Gym)

### Coupes nationales
- 2008 (Lyon - Avenir)
  - 32e au Concours Général
- 2009 (Bourges - Avenir)
  - 7e au Concours Général
- 2010 (La Madeleine (Nord) - Espoir) 
  - 3e au Concours Général
- 2011 (Bourges - Junior)
  - 1re au Concours Général
- 2012 (Metz - Junior) 
  - 1re au Concours Général
- 2013 (Mouilleron-le-Captif - Senior) 
  - 1re au Concours Général
- 2014 (Mouilleron-le-Captif - Senior) 
  - 1re au Concours Général

### Tournois internationaux
- 2011 Top Gym (Charleroi - Belgique) 
  - 6e au Concours Général individuel.
- 2012 Gymnix (Canada) Équipe Junior : 
  - 3e par équipe
  - 10e au Concours Général individuel
  - 4e à la Poutre.
- 2012 Elite Gym Massilia (Marseille - France) Équipe Open Junior 
  - 4e par équipe à l'Open Massilia
  - 2e aux Concours Général individuel à l'Open.
- 2013 Gymnix (Canada)Équipe Junior 
  - 4e par équipe
  - 5e au Concours Général individuel
  - 2e aux Barres Asymétriques.
- 2013 Elite Gym Massilia (Marseille - France) Équipe Master 
  - 4e par équipe
  - 16e au Concours Général individuel
  - 1re aux Barres Asymétriques.
- 2014 Elite Gym Massilia (Marseille - France) Équipe Master 
  - 4e par équipe
  - 5e au Concours Général individuel
  - 4e aux Barres Asymétriques.
- 2015 Flanders International Challenge (Gand - Belgique) 
  - 4e par équipe
- 2015 Tournoi International Jesolo (Italie) 
  - 4e par équipe
- 2016 Tournoi international de Jesolo (Italie) 
  - 4e par équipe
  - 4e aux barres
- 2016 Test Event (Rio de Janeiro) 
  - 4e par équipe (qualification de la France pour les Jeux olympiques)
- 2017 Elite Gym Massilia (Marseille - France) Équipe Open
  - 2e par équipe à l'Open
  - 5e par équipe au Master
  - 6e  au Concours Général individuel
- 2018 Tournoi International Jesolo (Italie)
  - 14e au Concours Général individuel
- 2018 Sainté Gym Cup (Saint Étienne - France)